# Albin Vidović
Albin Vidović, född 11 februari 1943 i Zagreb, Kungariket Jugoslavien, död 8 mars 2018 i Bjelovar, Kroatien, var en jugoslavisk handbollsspelare (niometersspelare). Han var med och tog OS-guld 1972 i München.

## Klubbar
- RK Partizan Bjelovar (1960–1975)
- THW Kiel (1977)